# Knoten-Laichkraut
Das Knoten-Laichkraut (Potamogeton nodosus), auch Flutendes Laichkraut genannt, ist eine Pflanzenart aus der Gattung Laichkräuter (Potamogeton) innerhalb der Familie der Laichkrautgewächse (Potamogetonaceae). Der Name Flutendes Laichkraut wird auch für Potamogeton ×fluitans (= Potamogeton lucens × Potamogeton natans) verwendet, eine Sippe mit der das Knoten-Laichkraut nicht verwechselt werden sollte.

## Beschreibung
Das Knoten-Laichkraut ist eine krautige Pflanze. Der Stängel ist 1 bis 3 Meter lang, wenig verästelt und am Stielgrund mit dicht aufeinander folgenden Knoten ausgestattet. Die länglich-elliptischen, derben Schwimmblätter sind 10 bis 15 (manchmal bis 25) cm lang und 4 (manchmal bis 6) cm breit, sie haben eine feine Netznervatur und liegen fächerförmig auf der Wasseroberfläche; der Blattstiel ist länger als die Spreite.
Die Blütezeit ist von Juni bis September. Die Pflanze blüht allerdings recht selten. Der Ährenstiel ist oben schwach verdickt und bis 13 cm lang. Die Ähre ist 2 bis 5 (selten bis 7) cm lang. Die Blüten sind etwa 2,5 cm breit.
Die Chromosomenzahl der Art ist 2n = 52.

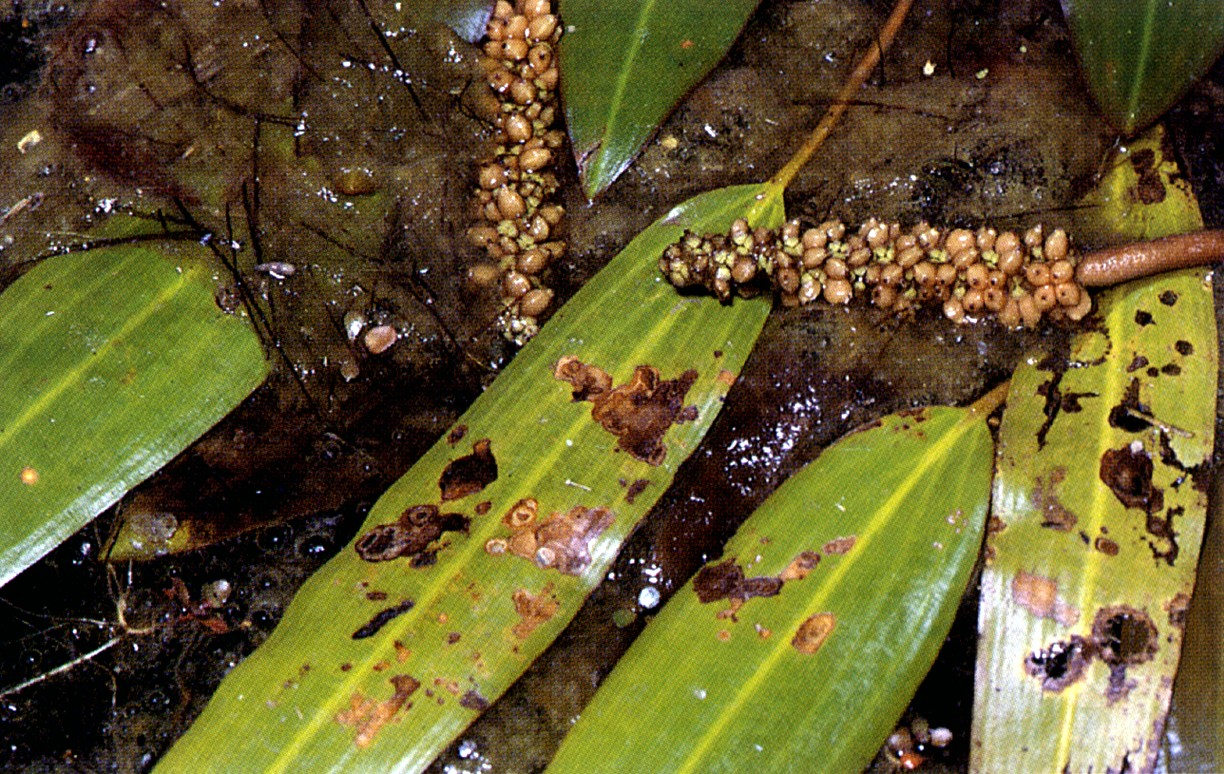
Knoten-Laichkraut (Potamogeton nodosus)

## Vorkommen
Das Knoten-Laichkraut ist kosmopolitisch verbreitet.
Der Verbreitungsschwerpunkt liegt auf der Nordhalbkugel. Er umfasst Nordamerika (nordwärts bis 50° nördlicher Breite), Europa, und Westasien. In Europa fehlt das Knoten-Laichkraut in Irland, in England tritt es nur im Süden auf, sonst findet man es in Europa nordwärts bis ca. 55° nördlicher Breite. In Mittel- und Südamerika trifft man das Knoten-Laichkraut selten, ebenso in Afrika (außer in Nordafrika, wo es häufiger ist), in Indien und in Südostasien.
Das Knoten-Laichkraut wächst in, langsam oder schnell fließenden, basenreichen, meso- bis eutrophen Gewässern. In Flüssen, Bächen, Gräben und Baggerseen über kiesigen und sandigen, häufig schlamm- und humusreichen Böden in 0,5 bis 1,5, selten bis zu 4 Meter Wassertiefe. Es ist eine Charakterart des Ranunculetum fluitantis aus dem Verband Ranunculion fluitantis, kommt aber auch in Gesellschaften des Verbands Nymphaeion vor.